# Préaux-Saint-Sébastien
Pour les articles homonymes, voir Préaux.
Préaux-Saint-Sébastien est une ancienne commune française, située dans le département du Calvados en région Normandie, devenue le 1er janvier 2016 une commune déléguée au sein de la commune nouvelle de Livarot-Pays-d'Auge.
Elle est peuplée de 37 habitants.

## Géographie
| Notre-Dame-de-Courson (comm. nouv. de Livarot-Pays-d'Auge)                                               | Notre-Dame-de-Courson (comm. nouv. de Livarot-Pays-d'Auge), Cernay | Cernay, Cerqueux (comm. nouv. de Livarot-Pays-d'Auge) |
| Notre-Dame-de-Courson (comm. nouv. de Livarot-Pays-d'Auge)                                               | Préaux-Saint-Sébastien                                             | Meulles (comm. nouv. de Livarot-Pays-d'Auge)          |
| Notre-Dame-de-Courson (comm. nouv. de Livarot-Pays-d'Auge), Meulles (comm. nouv. de Livarot-Pays-d'Auge) | Meulles (comm. nouv. de Livarot-Pays-d'Auge)                       | Meulles (comm. nouv. de Livarot-Pays-d'Auge)          |

## Toponymie
Le nom de la localité est attesté sous la forme actuelle (Préaux) en 1290,. Le toponyme est issu de l'ancien français préau, pluriel de prael, « petit pré ». La paroisse était dédiée à Sébastien, martyr romain du IIIe siècle, dont le nom est adjoint à celui de la commune en 1967.
Le gentilé est Préaltois.

## Histoire
Le 1er janvier 2016, Préaux-Saint-Sébastien intègre avec vingt-et-une autres communes la commune de Livarot-Pays-d'Auge créée sous le régime juridique des communes nouvelles instauré par la loi no 2010-1563 du 16 décembre 2010 de réforme des collectivités territoriales. Les communes d'Auquainville, Les Autels-Saint-Bazile, Bellou, Cerqueux, Cheffreville-Tonnencourt, La Croupte, Familly, Fervaques, Heurtevent, Livarot, Le Mesnil-Bacley, Le Mesnil-Durand, Le Mesnil-Germain, Meulles, Les Moutiers-Hubert, Notre-Dame-de-Courson, Préaux-Saint-Sébastien, Sainte-Marguerite-des-Loges, Saint-Martin-du-Mesnil-Oury, Saint-Michel-de-Livet, Saint-Ouen-le-Houx et Tortisambert deviennent des communes déléguées et Livarot est le chef-lieu de la commune nouvelle.

## Politique et administration
| Période                                  | Période       | Identité           | Étiquette | Qualité     |
| ---------------------------------------- | ------------- | ------------------ | --------- | ----------- |
| avant 1988                               | ?             | Joseph Letorey     |           |             |
| 1989                                     | mars 2008     | Bernard Paynel     | SE        | Agriculteur |
| mars 2008                                | mars 2014     | Jean-Paul Lecointe | SE        |             |
| mars 2014                                | décembre 2015 | Jean-Louis Lucas   | SE        | Éleveur     |
| Les données manquantes sont à compléter. |               |                    |           |             |

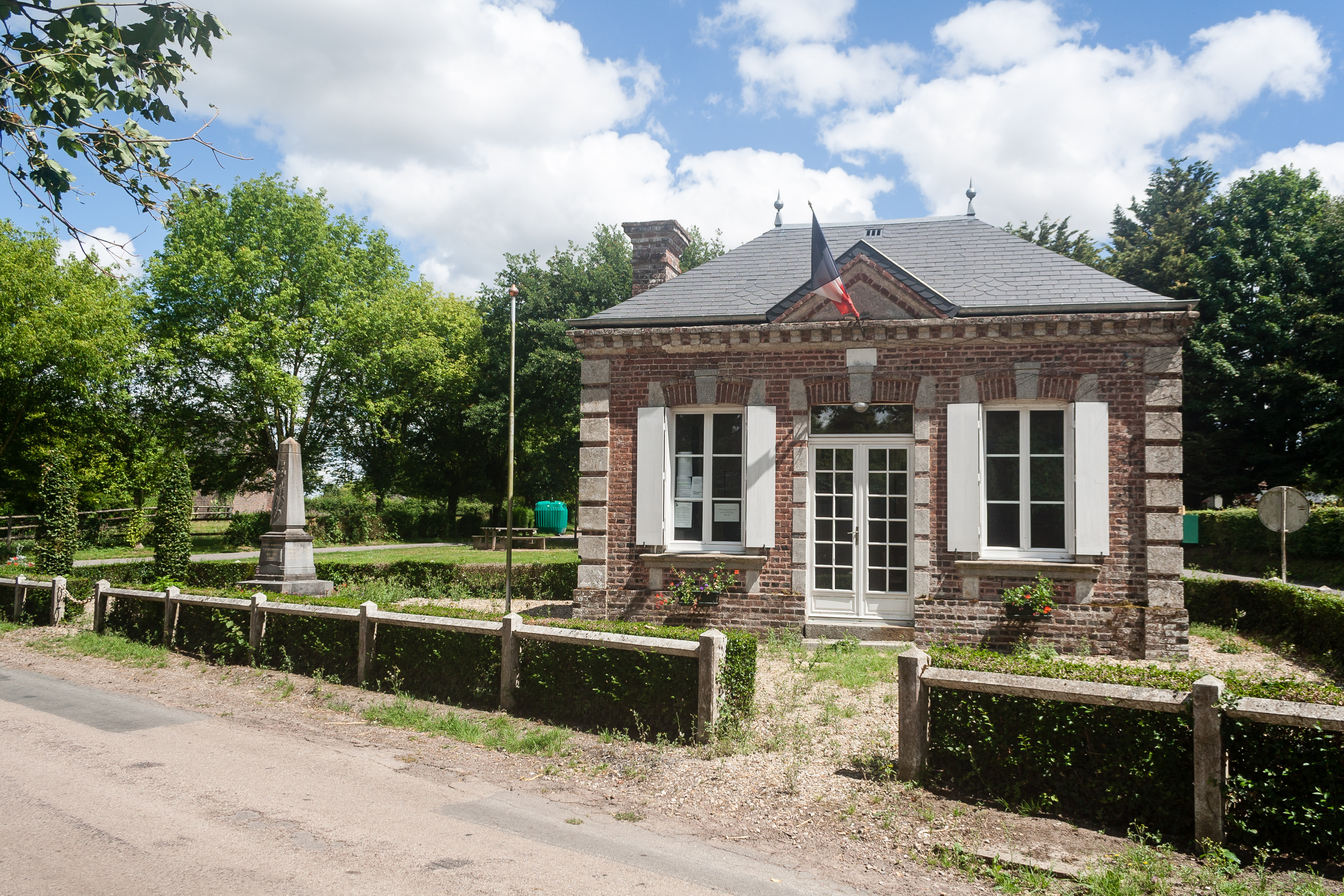
La mairie.

Le conseil municipal était composé de sept membres dont le maire et deux adjoints. Ces conseillers intègrent au complet le conseil municipal de Livarot-Pays-d'Auge le 1er janvier 2016 jusqu'en 2020 et Jean-Louis Lucas devient maire délégué.

## Démographie
En 2021, la commune comptait 37 habitants. Depuis 2004, les enquêtes de recensement dans les communes de moins de 10 000 habitants ont lieu tous les cinq ans (en 2006, 2011, 2016, etc. pour Préaux-Saint-Sébastien) et les chiffres de population municipale légale des autres années sont des estimations.
Au premier recensement républicain, en 1793, Préaux comptait 177 habitants, population jamais atteinte depuis.
| 1793 | 1800 | 1806 | 1821 | 1831 | 1836 | 1841 | 1846 | 1851 |
| ---- | ---- | ---- | ---- | ---- | ---- | ---- | ---- | ---- |
| 177  | 154  | 153  | 124  | 132  | 120  | 123  | 100  | 110  |

| 1856 | 1861 | 1866 | 1872 | 1876 | 1881 | 1886 | 1891 | 1896 |
| ---- | ---- | ---- | ---- | ---- | ---- | ---- | ---- | ---- |
| 112  | 91   | 93   | 83   | 83   | 90   | 99   | 73   | 83   |

| 1901 | 1906 | 1911 | 1921 | 1926 | 1931 | 1936 | 1946 | 1954 |
| ---- | ---- | ---- | ---- | ---- | ---- | ---- | ---- | ---- |
| 92   | 84   | 72   | 84   | 75   | 73   | 72   | 80   | 72   |

| 1962 | 1968 | 1975 | 1982 | 1990 | 1999 | 2006 | 2011 | 2016 |
| ---- | ---- | ---- | ---- | ---- | ---- | ---- | ---- | ---- |
| 77   | 65   | 70   | 60   | 46   | 44   | 40   | 36   | 38   |

| 2019 | - | - | - | - | - | - | - | - |
| ---- | - | - | - | - | - | - | - | - |
| 37   | - | - | - | - | - | - | - | - |

## Culture locale et patrimoine

### Lieux et monuments
Préaux-Saint-Sébastien compte deux monuments répertoriés à l'inventaire des monuments historiques et aucun lieu ou monument répertorié à l'inventaire général du patrimoine culturel. Par ailleurs, elle compte un objet répertorié à l'inventaire des monuments historiques et aucun objet répertorié à l'inventaire général du patrimoine culturel.
Le château de Préaux-Saint-Sébastien est inscrit au titre des monuments historiques par arrêté du 7 novembre 1927. L'édifice est composé d'un corps d'habitation du XVIIIe siècle et de deux tours cylindriques du XVIIe siècle, sur le pignon nord. Les dépendances comprennent un pigeonnier monumental.
L'église Saint-Sébastien est inscrite au titre des monuments historiques par arrêté préfectoral du 19 septembre 2012. Elle accueille dès sa fondation au XIIe siècle un important pèlerinage de saint Sébastien, dont elle héberge des reliques. Les processions connaissent leur apogée au XVIIe siècle puis déclinent jusqu'à la Seconde Guerre mondiale. Elle connaissent un renouveau depuis 1949 grâce à l'action des confréries de charité du Calvados.

L'église est reconstruite de la fin du XVIe siècle au XVIIe siècle : achèvement du clocher en 1599, ajout d'une sacristie en 1680. Au XVIIIe siècle, les sols sont pavés, de nouveaux fonts baptismaux sont installés, les murs blanchis et les autels refaits et dorés à l'or fin. L'édifice comprend une nef rectangulaire et un chœur terminé par un chevet plat en retrait. Un massif clocher-tour flanque l'ensemble au nord-ouest tandis qu'une sacristie est implantée perpendiculairement au chœur. Seul le chœur et le chevet, aux murs de silex et de poudingue, subsistent de la période romane. La tour est décorée d'un damier de briques vernissées ; le toit à quatre versants est sommé de deux épis de fer représentant un coq et une tête de dragon.

La disposition intérieure est inchangée depuis le XVIIIe siècle. L'arc triomphal porte une peinture marouflée du Jugement dernier datée de 1627. L'autel principal, classé aux titre des objets historiques le 22 juin 1992 est surmonté d'un retable tripartite en bois polychrome de la fin du XVIIIe siècle, dont les panneaux représentent l'Adoration des mages au centre et saint Fabien et saint Roch de chaque côté. Le mobilier comprend également deux autels secondaires et une Crucifixion avec Marie-Madeleine de Gaspard de Crayer. Enfin, une série de vitraux réalisée entre 1914 et 1928 par les ateliers Lorin et Muraire représente la vie de saint Sébastien.

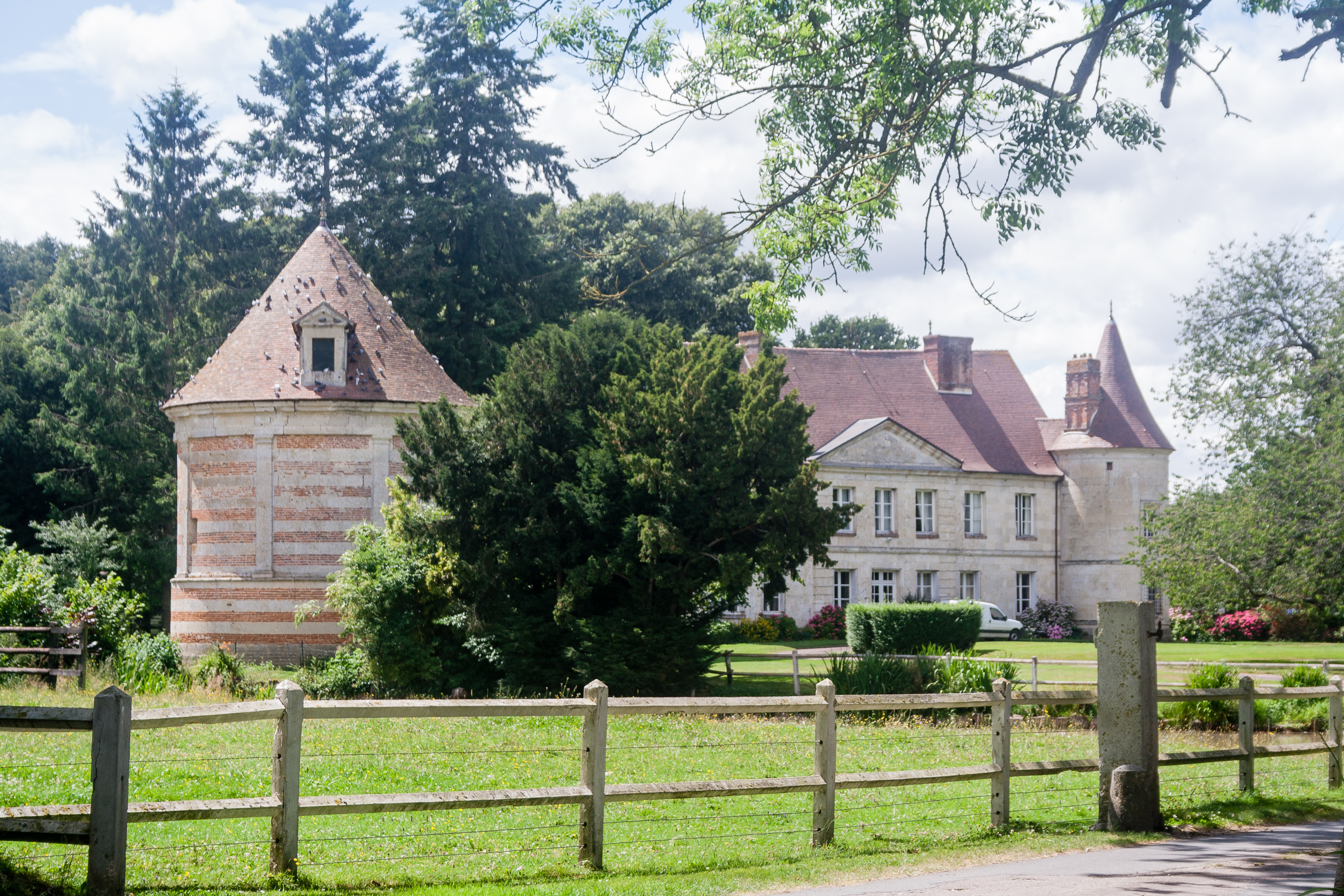
Le colombier et façade est du château.
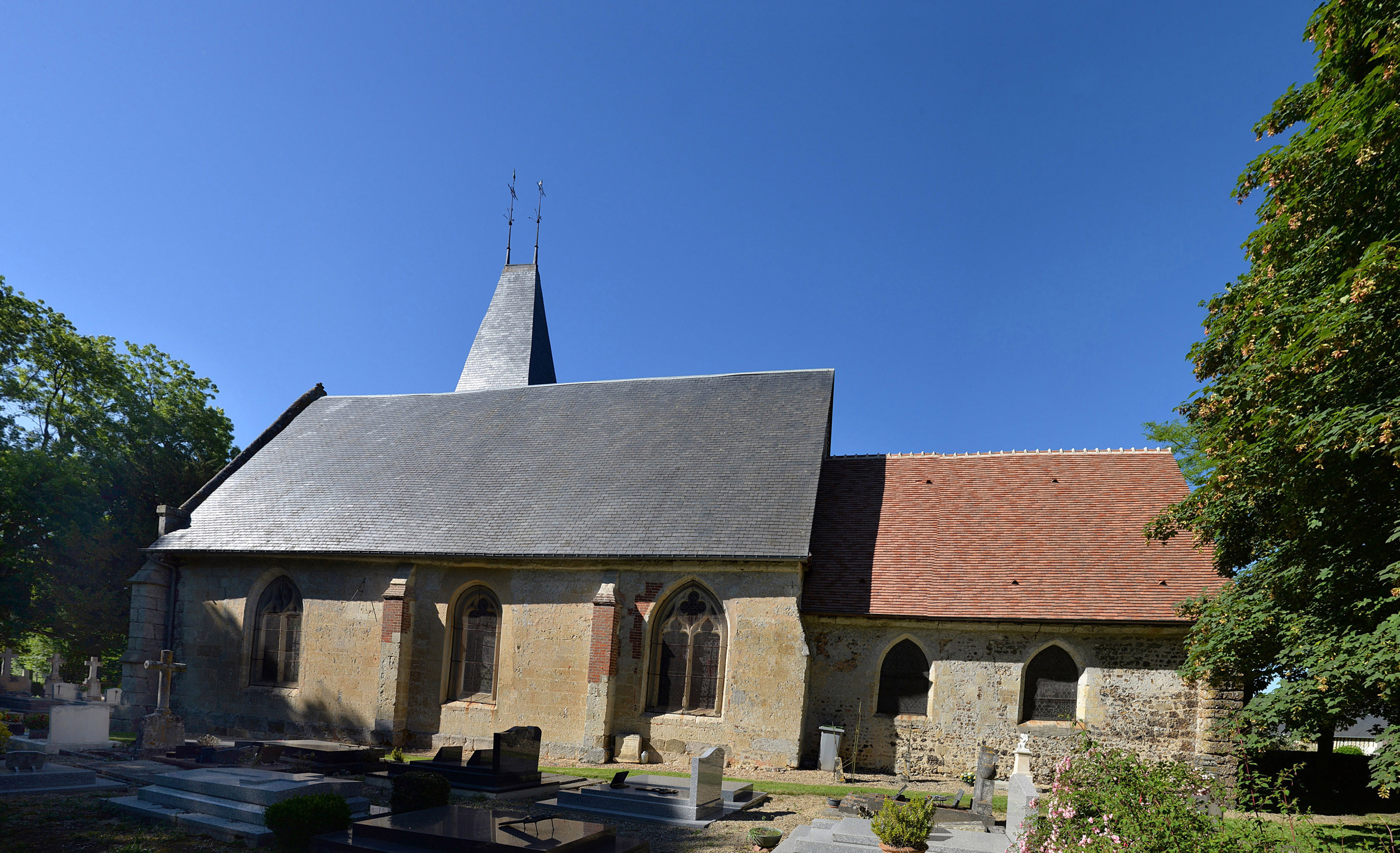
L'église Saint-Sébastien. Vue côté sud.
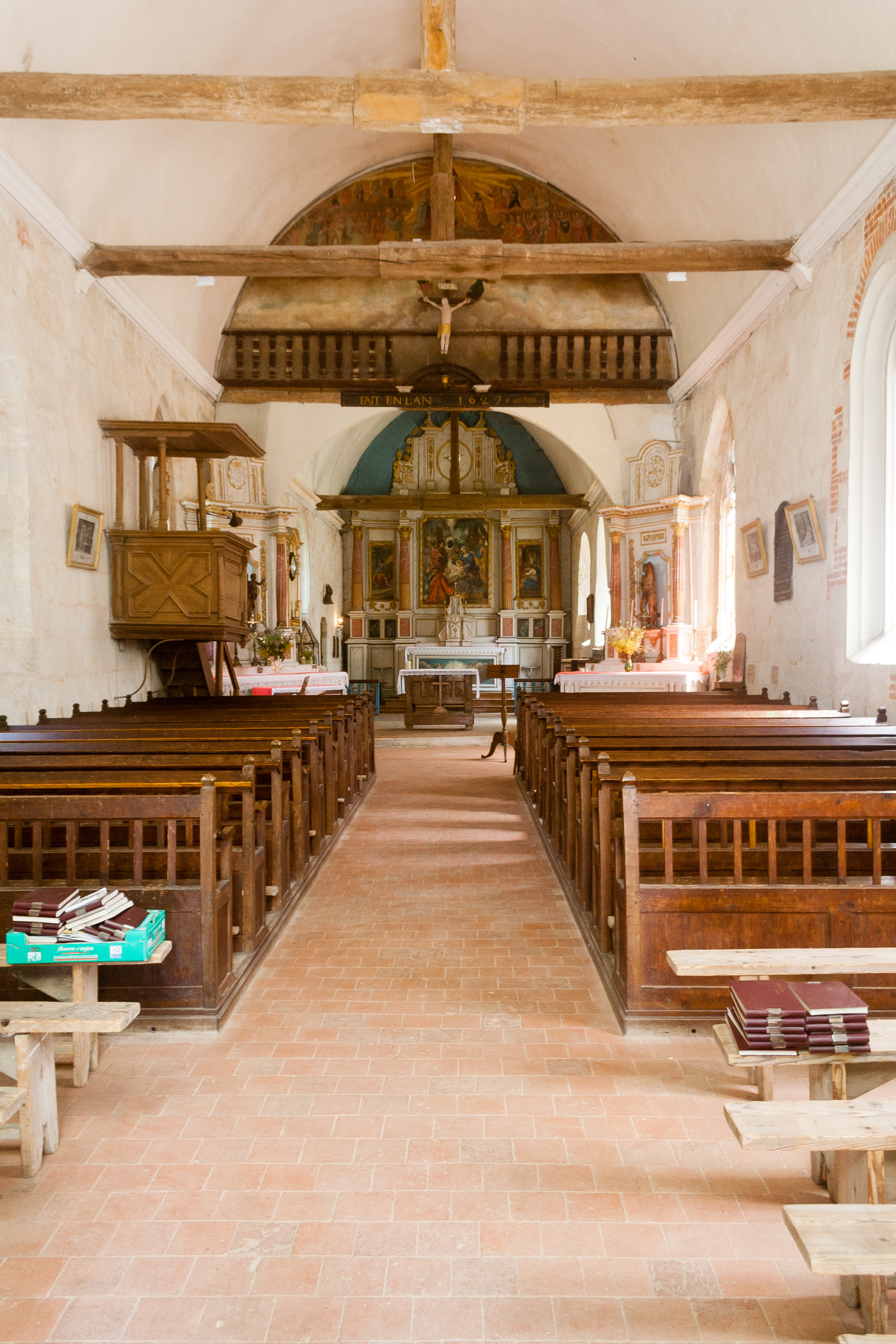
La nef de l'église.

### Héraldique
| Armes de Préaux-Saint-Sébastien | Les armes de la commune se blasonnent ainsi : D’azur aux deux flèches d’argent passées en sautoir accompagnées en chef d’un cœur enflammé du même, au chef cousu de gueules chargé d’un léopard d’or. Le léopard d'or sur champ de gueules rappelle les armes de la Normandie. |